# Heatwave
Heatwave é uma banda internacional de funk/disco.
A banda ficou conhecida pelos singles "Boogie Nights" e "The Groove Line", ambos certificados Platina nos Estados Unidos. 

## Discografia
Álbuns de estúdio
- Too Hot to Handle  (1977)
- Central Heating (1978)
- Hot Property (1979)
- Candles (1980)
- Current (1982)
- The Fire (1988)
- Always And Forever (1995)
- Inside Me, Out Of Time (1999)